# Empresa familiar
Empresa familiar es aquella empresa formada por los miembros de una o más familias, en donde la toma de decisiones está influenciada por estos y sus propios intereses. Estas empresas tienen, como parte de su visión estratégica, hacer que las sucesivas generaciones le den continuidad a la empresa tomando el control de la misma. En este sentido, las empresas en las que el único miembro que participa es el dueño, y es administrador, no se consideran empresas familiares.

## Definición
Existen muchas definiciones, casi todas incluyen cuatro características básicas: 
1. Son generalmente dirigidas por sus dueños.
2. Los miembros tienden a tener injerencia en la toma de decisiones.
3. Son más flexibles para adaptarse a los cambios significativos en su entorno.
4. Mantienen, a lo largo del tiempo, la obra del fundador.[3]

## Introducción
Este tipo de empresas son el modelo de organización económica más antiguo y común. La mayoría de las empresas alrededor del mundo son consideradas empresas familiares.
La empresa familiar es el resultante directo de los gremios existentes en la Edad Media, donde los oficios eran transmitidos de padres a hijos y los talleres se localizaban, por lo ge neral, en la casa. Posteriormente, en el Renacimiento, devinieron en las grandes familias burguesas, cuyo poderío económico les daba, además, influencias políticas, y las cuales confiaban sólo en su linaje familiar como método para mantener los negocios siempre en pro de los intereses particulares.
En Japón se encuentran las dos empresas más longevas del mundo, hoteles Nishiyama Onsen Keiunkan fundado en 705 AD. y el Hoshyo ryo-kan fundado en 718 d. C., hoy manejado por la generación familiar número 46. En tercer lugar, está la empresa familiar italiana, “Pontificio Fundición de campanas Marinelli” propiedad desde el año 1000 de la familia Marinelli de Agnone, en la provincia de Isernia.
Actualmente en algunos países, muchas de las mayores empresas que cotizan en bolsa son de propiedad familiar. Se dice que es una empresa familiar si una persona, miembro de la familia que funge como director y, además, es accionista, tiene al menos un 20% de derechos de voto y el mayor porcentaje de acciones en comparación con los otros accionistas. 
 Algunas de las empresas familiares más grandes a nivel mundial son Walmart (Estados Unidos), Ford Motor Company (Estados Unidos), Samsung Group (Corea) y Grupo Tata (India).
Las empresas familiares representan más de un 30% de las empresas con ventas de más de $1mil 000 millones. En México; las empresas micro, pequeñas y medianas (Mipyme) representan el 99,8% del total, aportan un 52% del PBI y generan más del 71,9% del empleo. Según datos del Observatorio Pyme, el 65% son empresas familiares. En España; hay 2,8 millones de empresas familiares que producen el 70% del PBI y generan más del 70% del empleo. En Argentina, aportan más del 50% del Producto Bruto Interno y del 60% de los puestos de trabajo
Algunos autores han definido la empresa familiar como una empresa en la que: a) el poder de decisión, habitualmente unido a la propiedad de capital, está en una familia, b) algunos miembros de la familia desempeñan responsabilidades de gobierno y dirección, en los órganos que ejercen el poder y c) como mínimo algunos miembros de la segunda generación están incorporados a la empresa.
Las empresas controladas por familias no siempre son fáciles de estudiar, en muchos casos, no están sujetas a los requerimientos de reportes financieros y parte de su información sobre su desempeño financiero se vuelve pública pobre.

## El modelo de los tres círculos
El reto para las empresas familiares es que los roles de familia, propiedad y empresa se involucren en diferentes valores, metas y acciones que a veces son conflictivos. Por ejemplo, los miembros de la familia ponen como prioridad el capital emocional—el éxito familiar que los une a través de las generaciones. Los ejecutivos de la empresa se preocupan por la estrategia y el capital social—la reputación de la empresa en el mercado. Los dueños están interesados en el capital financiero—rendimiento en forma de generación de riqueza.
Este modelo es generalmente usado para mostrar los tres roles principales en una organización controlada por una familia: Familia, Empresa y Propiedad. Muestra la forma en que estos roles se pueden superponer o coincidir. Todos los miembros de toda la familia pertenecen al círculo de Familia, pero algunos de los miembros nunca serán dueños de acciones del negocio familiar, ni trabajarán ahí. Por parte del círculo de Propiedad, pueden estar incluidos miembros de la familia, inversionistas y empleados que fungen como dueños. Un propietario se encarga de lo relacionado con el capital financiero (el rendimiento del negocio y los dividendos). El círculo de Empresa puede incluir a personas que sean o no miembros de la familia.
Algunas personas—por ejemplo, el fundador o uno de los miembros mayores de la familia—puede mantener los tres roles: miembro de la familia, dueño y empleado. Estos individuos están fuertemente conectados a la empresa familiar y se preocupan por las fuentes de creación de valor mencionadas anteriormente.

## Estructuración
Los bienes que son propiedad de la familia son más difíciles de separar de los que le pertenecen a la empresa; los familiares realizan uso particular de los activos de la firma y la firma utiliza bienes de los dueños. Esto puede ser consecuencia de que los miembros de la familia se desarrollan como directivos o desempeñan a menudo otras labores de la alta dirección.
Cuando la empresa familiar le pertenece y es operada por una sola persona, esa persona normalmente hace el balance necesario automáticamente. Generalmente, la primera generación de dueños/directivos toman la mayoría de las decisiones. Cuando la segunda generación (sociedad de hermanos) tiene el control, la toma de decisiones se vuelve más un proceso de consulta. Cuando la tercera generación mayor (consorcio de primos) está al mando, la toma de decisiones se vuelve un consenso y los miembros de la familia tienen la oportunidad de votar. De esta manera, la toma de decisiones a través de las generaciones se vuelve más racional. Cuando las empresas familiares son además PyMES, suelen mantener la misma estructura organizativa que en sus inicios, esto les genera importantes problemas cuando el tamaño de la empresa aumenta y la estructura no se amolda a la nueva situación

## Conflictos
Los conflictos más comunes en una empresa familiar se presentan especialmente cuando los intereses u objetivos de uno o todos los miembros de la familia, no coinciden con los intereses u objetivos de la empresa. Por ejemplo, si un miembro de la familia quiere ser presidente, pero es menos competente que una persona que no es parte de la familia, se dice que sus intereses no van de acuerdo con los intereses de la empresa. Otros conflictos se presentan cuando: no se diferencia entre los afectos y el bien de la empresa en la gestión a la hora de atribuir sueldos o puestos; existe el riesgo de que, al trabajar con familiares, exista un componente extra emocional en cualquier interacción,  como la incapacidad de delegar, por parte del fundador o director, dado que se consideran personas imprescindibles; la falta reglas o mal tratamiento de situaciones problemáticas, y superposición de roles y funciones sin definición clara. 
Otro caso común en el ámbito de las empresas familiares, es cuando el mandato familiar indica la obligatoriedad de trabajar y continuar la empresa, mandato que para las generaciones más jóvenes puede resultar conflictivo y contrario a sus intereses personales, creándose un conflicto entre las familias, o cuando las ideas de las generaciones más jóvenes chocan con la visión tradicional.

## Grado emocional
El reto que tienen que enfrentar las empresas familiares y los interesados en estas, es reconocer los problemas que enfrentan, entender cómo desarrollar estrategias para hacer frente a ellos y lo más importante, crear narraciones o historias familiares que expliquen el grado emocional que tuvieron estos problemas para la familia.
Los problemas más difíciles de solucionar en una empresa familiar no son los problemas que la organización enfrenta, sino los problemas emocionales que vienen con ellos. Muchos años de logros por generaciones pueden ser destruidos por la siguiente, si la familia no se ocupa de los problemas psicológicos que enfrentan. Las organizaciones de gestión familiar necesitan una nueva forma de entender y una perspectiva más amplia de la dinámica de las empresas familiares con dos marcos complementarios: psicodinámica y sistemática familiar. 

## Proceso de planificación paralelo
Todos los negocios necesitan planificación, pero las empresas familiares tienen que enfrentar, adicionalmente, la tarea de balancear las necesidades del negocio y la familia. Existen cinco temas críticos donde las necesidades de la familia y las exigencias del negocio se superponen y requieren de una acción de planificación en paralelo para asegurar que el éxito empresarial no genere un desastre en la familia o en la empresa.
1. Capital: ¿Cómo se distribuyen los recursos financieros de la empresa entre las necesidades de la familia y otras necesidades?
2. Control: ¿Quién tiene el poder de toma de decisiones en la empresa y en la familia?
3. Ocupación: ¿Cómo se selecciona a la persona que ocupará la posición de líder o gobernador en la empresa y en la familia?
4. Conflicto: ¿Cómo se evita que este elemento natural de las relaciones humanas se convierta en el patrón de interacción por default?
5. Cultura ¿Cómo están sustentados los valores de la empresa?, ¿cómo se transmiten estos valores a los dueños, empleados y miembros jóvenes de la familia?[1][20][21]

## Sucesión
Aparentemente existen dos factores principales que afectan el desarrollo de una empresa familiar y el proceso de sucesión: el tamaño de la familia, en términos relativos el volumen del negocio, y la conveniencia de dirigir la organización; en términos de capacidad de gestión, técnica y de compromiso (Arieu, 2010). Arieu propuso un modelo con el fin de clasificar las empresas familiares en cuatro escenarios: político, apertura, gestión externa y sucesión natural.
Una de las tendencias más grandes en las empresas familiares es la cantidad de mujeres que se están haciendo cargo de sus empresas familiares. En el pasado, la sucesión estaba reservada para el hijo primogénito, después se volvió para cualquier heredero hombre. Ahora, las mujeres suman aproximadamente de 11-12% de los líderes de empresas familiares, lo que representa un incremento de 40% desde 1996.

## Proceso de justicia
La justicia es un tema fundamental en la toma de decisiones de una empresa familiar. Las soluciones que la familia y los interesados en el negocio consideran justas, tienen más probabilidades de ser aceptadas y apoyadas. Proceso justo ayuda a crear justicia organizacional mediante la participación de miembros de la familia, así como propietarios y empleados, en una serie de medidas prácticas para llegar a resolver problemas críticos. El proceso de justicia establece las bases para la participación continua de la familia en la empresa a través de generaciones.

## El genograma
El genograma es una tabla para la organización de la familia que muestra no solamente las fechas importantes como los cumpleaños y las muertes, también indica la relación entre los familiares. Es una herramienta útil para detectar patrones de relación a través de las generaciones y descifrar el comportamiento aparentemente irracional.

## Mitos familiares
Hay mitos-creencias que son transmitidas por los miembros de una familia, que pueden desempeñar un papel importante como protección o defensa en las familias. Los mitos pueden ayudar a las personas a lidiar con el estrés y la ansiedad, además de ayudar a anticipar patrones de comportamiento que les permitirá establecer un frente común contra el mundo exterior. 
Estos mitos le proporcionan a la familia una justificación para el comportamiento de las personas, pero aunque pueden llegar a convertirse en un plan de acción para la familia, también pueden convertirse en una especie de camisa de fuerza y reducir su flexibilidad y capacidad de responder a nuevas situaciones.
•	Ahora que estamos trabajando juntos, nos llevaremos bien
•	Se mantienen los asuntos de la empresa y la familia aparte 
•	No importa lo que los miembros de la familia piensen 
•	La empresa siempre tendrá un ambiente cálido, tranquilo y seguro
•	No debes demostrar cariño en la empresa
•	No importa lo que le pase a la empresa, lo que importa es la unión familiar
•	Me retirare en unos meses
•	Teo que trabajar aquí, no hay otra opción